# Elezione del Presidente della Commissione di Difesa Nazionale in Corea del Nord del 1993
L'elezione della Commissione di Difesa Nazionale della Repubblica Popolare Democratica di Corea del 1993 avvenne il 9 aprile ad opera della IX Assemblea Popolare Suprema. Kim Jong-il, già Vicepresidente della Commissione di Difesa Nazionale dal 24 maggio 1990, fu eletto Presidente, mentre O Jin-ju, già Vicepresidente della Commissione di Difesa Nazionale per quattro mandati dal 28 dicembre 1992 al 24 maggio 1990, fu eletto Primo Vicepresidente. Alla morte di O Jin-u, il 25 febbraio 1995, la carica restò vacante.